# Lantine
La Lantine est une rivière du Sud de la France, dans le département de la Haute-Garonne et un sous-affluent de la Garonne par l'Ariège.

## Géographie
De 10,6 km de longueur, la Lantine prend sa source sur la commune d'Auribail dans la Haute-Garonne et se jette dans l'Ariège en rive gauche sur la commune de Grépiac.

## Départements et communes traversés
- Haute-Garonne : Auribail, Miremont, Beaumont-sur-Lèze, Grépiac.

## Affluents
Trois ruisseaux répertoriés.